# Kapelle Lübbrechtsen

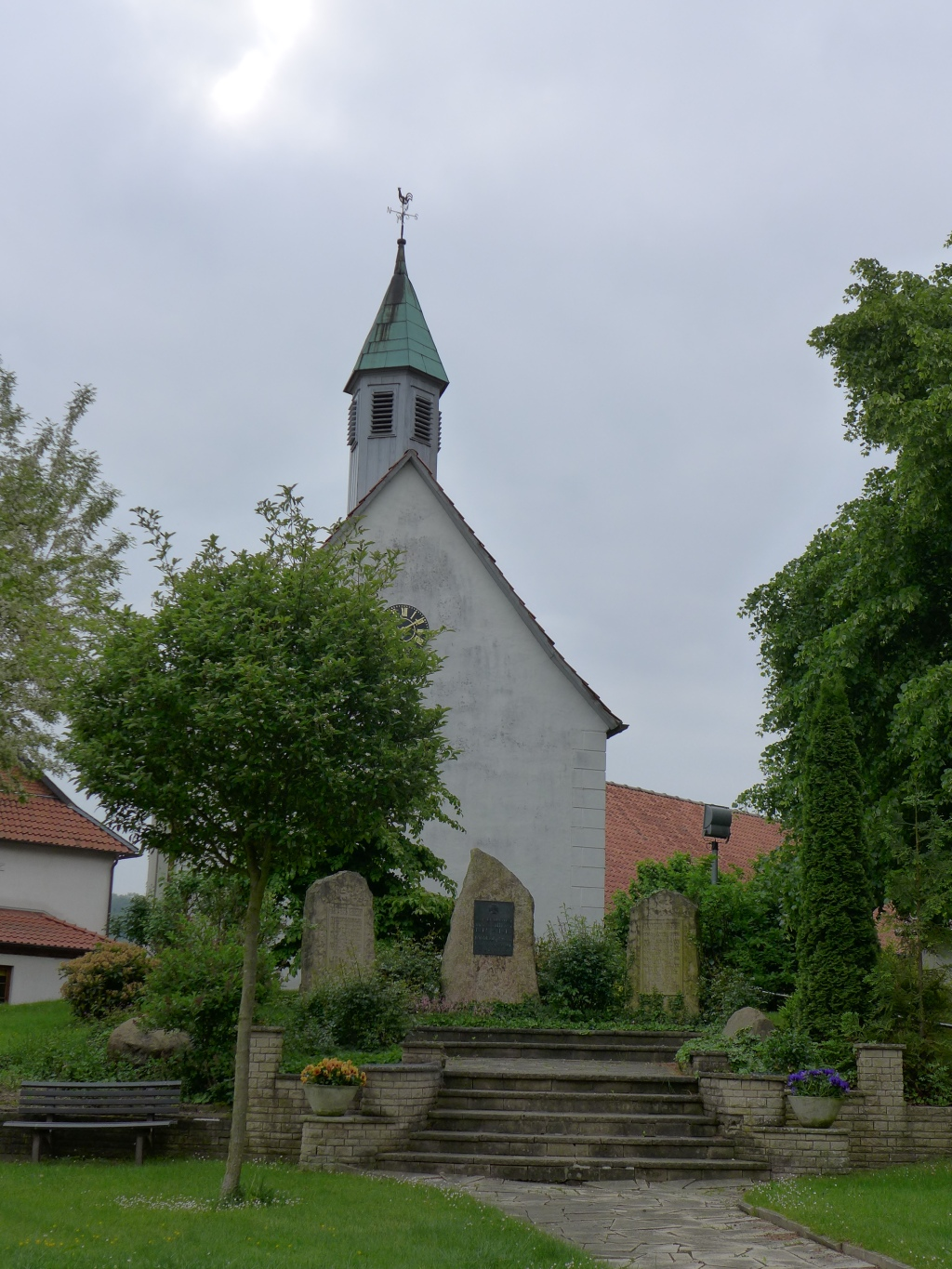
Kapelle Lübbrechtsen

Die evangelisch-lutherische Kapelle Lübbrechtsen in Lübbrechtsen, einer Ortslage des Ortsteils Hoyershausen des Fleckens Duingen im Landkreis Hildesheim in Niedersachsen. Die Kapellengemeinde gehört zur Kirchengemeinde Brunkensen-Hoyershausen im Kirchenkreis Hildesheimer Land-Alfeld im Sprengel Hildesheim-Göttingen der Evangelisch-lutherischen Landeskirche Hannovers.

## Beschreibung
Das Baujahr der Kapelle ist nicht überliefert, sie wird jedoch in den Berichten zur Visitation im Fürstentum Calenberg von 1588 nachgewiesen. Die kleine Saalkirche wurde aus Bruchsteinen gebaut, die bis auf die Ecksteine verputzt sind. Das Portal befindet sich auf der Südseite des Kirchenschiffs. Aus dem Satteldach des Kirchenschiffs erhebt sich ein sechsseitiger, hölzerner Dachreiter, in dem eine um 1250 gegossene Kirchenglocke hängt. Bedeckt ist er mit einem spitzen Zeltdach, bekrönt mit Turmkugel und Wetterhahn.
Der Innenraum ist mit einer Holzbalkendecke überspannt. Im Westen befindet sich eine Empore. Zur Kirchenausstattung gehört ein steinernes Altarretabel, das die Jahreszahl 1617 trägt. An den Wänden der Kapelle hängen seit 2005 wieder mehrere Totenkronen. Ein Ziffernblatt befindet sich am westlichen Giebel. 1897 wurde ein Harmonium bei Friedrich Helmholz erworben. Es wurde 1969 durch ein Positiv ersetzt.